# Bae Jin-young
Bae Jin-young (em coreano: 배진영; nascido em 10 de maio de 2000) é um cantor sul-coreano. Ele é ex-membro do boy group sul-coreano CIX e ex-membro do boy group Wanna One, depois de terminar em décimo no ranking final do Produce 101 Season 2. Após a separação de Wanna One, Bae Jinyoung estreou no CIX em julho de 2019.

## Vida pregressa
Bae Jin-young nasceu em 10 de maio de 2000, em Seul, na Coreia do Sul. Ele estudou na Lila Art High School.

## Carreira

### Pré-estréia
Bae Jin-young foi trainee da C9 Entertainment por 10 meses.

### 2017–2018: Produce 101 e Wanna One
Bae Jinyoung participou do programa de sobrevivência sul-coreano Produce 101 Season 2, que foi ao ar pela Mnet de 7 de abril a 16 de junho de 2017. Bae Jinyoung rapidamente ganhou imensa popularidade antes de o show ir ao ar com o seu PR-vídeo dele fazendo seu "Baebastic", a introdução se tornou viral. O infame set Aegyo "ttak-ttak" de Bae foi revelado pela primeira vez no vídeo, e o vídeo-PR é o primeiro a alcançar 10 milhões de visualizações na Naver TV e é hoje o vídeo-PR mais visto de todos os existentes nas quatro temporadas de Produce 101. No episódio final, Bae Jinyoung classificou-se em 10º lugar com 807.749 votos em tempo real e, portanto, ganhando uma vaga no grupo vencedor, o grupo de meninos do projeto Wanna One administrado pela YMC Entertainment. Bae estreou oficialmente em Wanna One durante a "Wanna One Premier Show-Con" em 7 de agosto de 2017, no Gocheok Sky Dome com o mini-álbum EP 1X1=1 (To Be One). O local é o maior já usado para o evento de estreia de um grupo ídolo, com o número relatado de participantes superior a 20.000 pessoas.
Durante a promoção em Wanna One, Bae foi aclamado pela crítica por sua autoridade no palco e crescimento notável desde a competição no Produce 101 Season 2. Bae recebeu 100 prêmios notáveis com Wanna One, refletindo as conquistas musicais e a popularidade do grupo, e endossado por 25 marcas diferentes em vários filmes comerciais.
Em conexão com a separação de Wanna One, o grupo realizou seu último show, "Therefore", que foi realizado durante quatro dias, a partir de 24 de janeiro até o último show em 27 de janeiro de 2019, no Gocheok Sky Dome em Seul, onde o grupo realizou seu primeiro showcase. O concerto final marcou a última aparição de Bae Jinyoung como membro do Wanna One

### 2019 - presente: Atividades solo e CIX
Após a dissolução de Wanna One, a C9 Entertainment anunciou a primeira turnê de fan-meeting de Bae Jinyoung na Ásia, "IM YOUNG", em 27 de fevereiro. A turnê aconteceu em locações na Coreia do Sul, Filipinas, Japão, Singapura, Tailândia, Hong Kong e Taiwan.
Bae Jinyoung estreou como solista em 26 de abril com seu single álbum, "Hard To Say Goodbye". O álbum alcançou a posição #3 no Gaon Album Chart.
Em julho de 2019, Bae estreou como center, face e dançarino principal do grupo masculino CIX, sob sua agência de C9 Entertainment.

## Discografia

### Álbum único
| Título              | Detalhes do álbum | Melhores posições nas paradas | Melhores posições nas paradas | Vendas        |
| Título              | Detalhes do álbum | KOR                           | US World                      | Vendas        |
| ------------------- | --- | ----------------------------- | ----------------------------- | ------------- |
| Hard to Say Goodbye | - Lançado: 26 de abril de 2019 - Gravadora: C9 Entertainment - Formatos: CD, digital download, streaming Track listing 1. 끝을 받아들이기가 어려워 2. 끝을 받아들이기가 어려워 (instrumental) | 3                             | —                             | - KOR: 63,987 |

### Singles
| "끝을 받아들이기가 어려워"                                                            | 2019 | — | — | — | Hard to Say Goodbye |
| "—" denota itens que não figuraram no gráfico ou não foram divulgados naquela região. |      |   |   |   |                     |

### Colaborações
| "I Believe" (with Kim Yo-han)                                                 | 2020 | — | — | non-album single |
| "—" denota lançamentos que não traçaram ou não foram lançados naquela região. |      |   |   |                  |

## Filmografia

### Programa de televisão
| Ano  | Título               | Rede | Função     | Nota(s)                  | Ref.   |
| ---- | -------------------- | ---- | ---------- | ------------------------ | ------ |
| 2017 | Produce 101 Season 2 | Mnet | Competidor | Terminou em décimo lugar | [ 24 ] |